# 기쿠치 간 (축구 선수)
기쿠치 간(일본어: 菊池 完, 1977년 5월 3일 ~ )는 일본의 전 축구 선수이다.

## 구단 경력
과거 FC 기후에서 활동하였다.